# Den vide verden
Den vide verden er en dansk dokumentarfilm fra 1986 med instruktion og manuskript af Franz Ernst.

## Handling
Poetisk beskrivelse af de grundlæggende naturfænomener her på Jorden og på de andre planeter i solsystemet. På et plan handler filmen om en dreng, der iagttager en kylling, der vokser op. På et andet plan handler filmen om tyngdekraften, vinden og vandet og hvorledes disse kræfter former naturen, lys og lyd, tiden i året og dagen, galaksen og universet.